# Spodnja Pristava
Spodnja Pristava este o localitate din comuna Slovenske Konjice, Slovenia, cu o populație de 32 de locuitori.